# 정윤혜
정윤혜(鄭允惠, 1990년 4월 14일 ~ )는 대한민국의 前가수, 배우이다. 과거 DSP 미디어 소속 걸 그룹 레인보우의 멤버였으며 서브보컬을 담당했다.

## 생애
대전 성천초등학교 재학 중 2000년 MBC 창작동요제 출연해서 <가을 스케치>라는 곡을 불렀으며 장려상을 수상했고, 2000년 초록동요제 출연해서 <비 개인 하늘>라는 불렀으며 대상을 수상했다.

## 학력
- 대전성천초등학교 (졸업)
- 대전만년중학교 (졸업)
- 상명대학교 사범대학 부속여자고등학교 (졸업)
- 동덕여자대학교 방송연예과 (졸업)

## 연기 활동

### 드라마
| 연도 | 방송사 | 제목                                | 역할   | 참고     |
| ---- | ------ | ----------------------------------- | ------ | -------- |
| 2013 | JTBC   | 맏이                                | 김영숙 |          |
| 2014 | MBC    | MBC 드라마 페스티벌 - 기타와 핫팬츠 | 소현   | 단막극   |
| 2015 | MBC    | 위대한 조강지처                     | 한공주 |          |
| 2016 | MBC    | 좋은사람                            | 세라   | 특별출연 |
| 2018 | KBS2   | 파도야 파도야                       | 김춘자 |          |